# Championnats d'Afrique de tir à l'arc 1996
Navigation
Édition précédente Édition suivante
Les championnats d'Afrique de tir à l'arc 1996 sont la 2e édition des championnats d'Afrique de tir à l'arc. Cette compétition sportive de tir à l'arc se déroule en 1996 à Malindi, au Kenya.

## Médaillés
| Épreuves                    | Or                   | Argent            | Bronze             |
| --------------------------- | -------------------- | ----------------- | ------------------ |
| Classique individuel hommes | Dominic Rebelo (KEN) | Alec Kitley (RSA) | Rashmi Kodha (KEN) |
| Classique individuel femmes |                      |                   |                    |